# 國澤雅晴
國澤 雅晴（くにさわ まさはる、1983年3月12日 - ）は日本の実業家、起業家。大阪・堺市出身。

## 来歴
2002年4月、神戸大学工学部に入学。専攻は化学。2006年3月、同大学を卒業。2006年4月、神戸大学大学院自然科学研究科に入学。2008年、共著による「チタニア-シリカ担持Pt触媒上でのエステル水素化反応」と題した化学論文が、公益社団法人化学工学会の化学工学会第73年会で発表される。2008年3月、同大学院を修了。
2008年4月、ミルボン入社。2009年7月、石原薬品に入社。2012年、個人事業を開業。
2020年、香港で普及していたビジネスモデル「飲食天王」を日本仕様にローカライズしたCポンを日本で展開する広告代理業のKOC・JAPANに創立メンバーとして参画。同社専務取締役に就任。

## 人物像
パーティーの企画が趣味だが、「東京で（そして多分全国でも）最も根暗で引き篭もりのイベントオーガナイザー」と自身を評している。自身が企画したイベント、パーティーのいくつかはYouTubeで公開されている。
香港でブレイクした電子クーポンによる割引システム「Cポン」の普及・拡大に尽力しており、テレビ番組やインターネット番組に出演して解説を行っているほか、Cポン導入検討者に対するセミナーなどで講師を務めている。

## 略歴
- 2002年：神戸大学工学部入学
- 2006年：神戸大学工学部卒業、神戸大学大学院自然科学研究科入学
- 2008年：神戸大学大学院自然科学研究科修了
- 2008年：ミルボン入社
- 2009年：石原薬品入社
- 2012年：個人事業主を開業
- 2020年：KOC・JAPAN創業・専務取締役就任